# Electric Light Orchestra
La Electric Light Orchestra (solitamente abbreviata in ELO) è un complesso vocale-strumentale di rock britannico sorto a Birmingham nel 1969 dalle ceneri della "beat band" denominata The Move, fondata dal frontman Jeff Lynne e dall'istrionico Roy Wood, e piuttosto nota specialmente nella seconda metà degli anni settanta. Nel 2017 la band è stata inserita nella Rock and Roll Hall of Fame.

## Storia
La musica appartiene a un genere rock-sinfonico con influenze classiche (nella band è presente anche un trio d'archi) alternate ad influenze beatlesiane (Lynne lavorerà a lungo dagli anni ottanta in poi con George Harrison). Si può inquadrare il loro stile nell'innovativo progressive rock.
Roy Wood lascia la band dopo solo un anno dalla formazione, per divergenze musicali con Lynne, e fonda il proprio gruppo Wizzard.
Quasi immediatamente il gruppo fa presa sul pubblico, anche grazie alle faraoniche esibizioni dal vivo, ma l'età d'oro della ELO è quella che si apre nel 1975 con l'album Face the Music e il singolo funky Evil Woman.
L'anno successivo esce A New World Record, che contiene uno dei successi più noti del gruppo, Livin' Thing, nonché l'epica Rockaria e l'altro singolo di grande successo Telephone Line.
Il 1977 vede la pubblicazione del doppio album Out of the Blue, di nuovo una fucina di pezzi destinati a scalare le classifiche britanniche ed europee, come Turn to Stone, Mr Blue Sky, Sweet Talking Woman, Wild West Hero e It's Over.
Il tour del 1977-1978 li vede girare il mondo presentandosi sul palco con una vistosa astronave dalla quale i musicisti fuoriescono. La struttura degli show è indicativa della natura spiccatamente kitsch del gruppo, caratteristica che è poi alla base sia del loro grande successo che delle critiche più aspre.
Ma è nel 1979 che arriva l'album dal più grande successo del gruppo, Discovery, dominatore delle classifiche tra il 1979 e l'inizio del 1980, un disco che vira decisamente verso la disco music imperante in quel periodo.
Canzoni come Shine a Little Love, The Diary of Horace Wimp, Don't Bring Me Down, Confusion e Last Train to London fanno la fortuna della ELO in tutto il mondo e ne rappresentano l'apice commerciale e popolare.
Nel 1980 il gruppo prende parte alla colonna sonora del film Xanadu, la cui omonima canzone vede l'orchestra duettare con Olivia Newton-John alla voce.
La sezione d'archi viene eliminata dagli anni ottanta in poi (a eccezione di Mik Kaminski), in favore di un sound più asciutto ed elettronico in linea con il pop moderno e di facile presa proposto dalla ELO in quel periodo. Il risultato è l'album Time, ultimo vero successo del gruppo (sebbene già in flessione rispetto all'anno di grazia 1979), con singoli come Hold on Tight e Twilight.

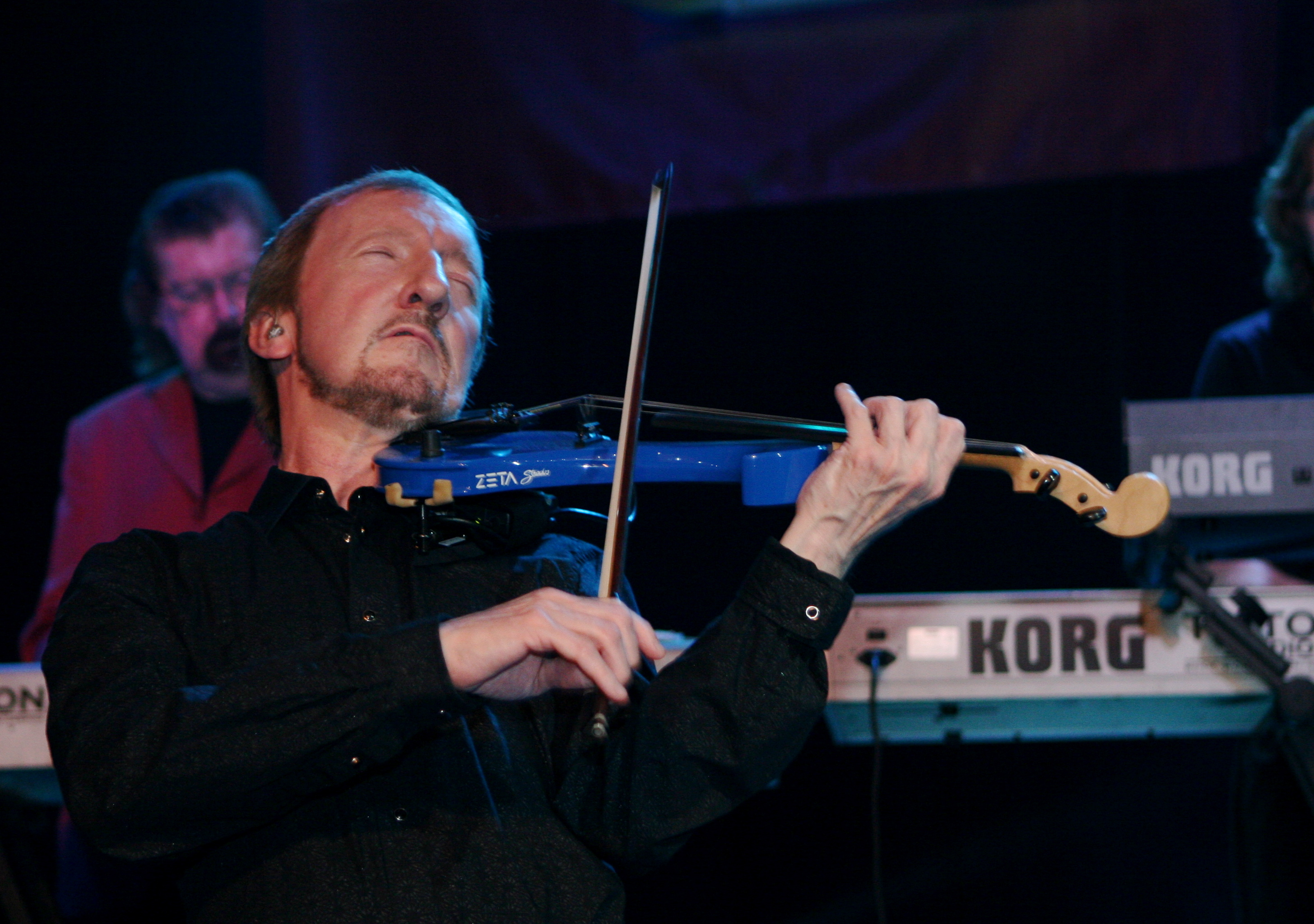
Mik Kaminski (2008)

Kelly Groucutt e Mik Kaminski restano nella formazione fino all'album del 1983 Secret Messages; successivamente decidono di staccarsi. È il canto del cigno per la ELO, i cui rimanenti tre componenti (Lynne, Tandy e Bevan) nel 1986 pubblicano l'album Balance of Power (dal quale è tratto il singolo Getting to the Point) e sciolgono il sodalizio.
Da quel momento in poi a parlare è solo Jeff Lynne, che inizia una duratura collaborazione con George Harrison, prima nel supergruppo Traveling Wilburys con Tom Petty, Bob Dylan e Roy Orbison, poi seguendo l'ex-Beatle in ogni avventura solistica fino alla morte prematura dello stesso Harrison nel 2001. Grande estimatore anche dell'ex-Beatle Paul McCartney, Lynne compare anche tra i collaboratori del disco di quest'ultimo Flaming Pie, risalente alla seconda metà degli anni novanta.
Nel frattempo Bevan, Groucutt e Kaminski formano con il tastierista Eric Troyer la Electric Light Orchestra Part II nel 1990, senza però riscuotere grandi clamori.
Sarà invece Lynne stesso (coadiuvato dal fido Tandy) nel 2001 a tentare una nuova avventura targata ELO con una band completamente rivisitata, comprendente, fra gli altri anche George Harrison e Ringo Starr, e a pubblicare l'album Zoom, anch'esso però di scarsa rilevanza commerciale.
Finalmente nel 2015 Jeff Lynn decide di cimentarsi nuovamente dal vivo con una grande sezione di archi nel concerto di Hyde Park a Londra. Il successo di pubblico lo convincerà a ritentare l'avventura live e il suo nuovo album "Alone in the Universe" che vede rinnovato il nome della band in Jeff Lynne Elo, preluderà a una serie di concerti dal vivo che nel solo Regno Unito conteranno 170.000 presenze e il total sold out.

## Stile musicale
Il gruppo alterna alla semplicità e fruibilità della musica leggera complessi arrangiamenti di stampo progressive fortemente influenzati dalla musica classica, e durante i propri concerti si distingue a livello visivo per un'iconografia di carattere futuristico.

## Formazioni

### Formazione attuale
- Jeff Lynne - voce, chitarra (1970-presente)
- Milton McDonald - chitarra (2017-presente)
- Bernie Smith - tastiera (2013-presente)
- Donavan Hepburn - batteria (2021-presente)

### Ex membri principali
- Roy Wood - basso, clarinetto, sassofono, oboe, violoncello (1971-1972)
- Wilf Gibson - violino, violoncello, tastiera (1970-1974 deceduto nel 2014)
- Bev Bevan - batteria (1971-1986)
- Kelly Groucutt - basso (1975-1983, deceduto nel 2009)
- David Scott Morgan - chitarra (1981-1986)
- Mik Kaminski - violino (1974-1983)
- Gregg Bissonette - batteria (1990-2003)
- Matt Bissonette - basso (2000-2009)
- Iain Hornal - chitarra (2016-2020)
- Richard Tandy - basso (1973-2024, deceduto nel 2024)

## Discografia

### Album studio
- 1971 - The Electric Light Orchestra
- 1973 - ELO II
- 1973 - On the Third Day
- 1974 - Eldorado
- 1975 - Face the Music
- 1976 - A New World Record
- 1977 - Out of the Blue
- 1979 - Discovery
- 1980 - Xanadu
- 1981 - Time
- 1983 - Secret Messages
- 1986 - Balance of Power
- 2001 - Zoom
- 2015 - Alone in the Universe
- 2019 - From Out of Nowhere

### Live
- 1974 - The Night the Light Went On (In Long Beach)
- 1998 - Live at Wembley '78
- 1998 - Live at Winterland '76
- 1999 - Live at the BBC
- 2013 - Electric Light Orchestra Live
- 2017 - Wembley or Bust

### Raccolte
- 1976 - Olè ELO
- 1977 - The Light Shines On
- 1978 - Three Light Years
- 1979 - ELO's Greatest Hits
- 1992 - ELO's Greatest Hits vol. 2
- 1999 - Friends and Relatives
- 2001 - The Ultimate Collection